# AKA Arena
Die AKA Arena ist ein Fußballstadion in der norwegischen Kleinstadt Hønefoss, Provinz Buskerud, im Süden des Landes. Der Fußballverein Hønefoss BK trägt in der Anlage seine Partien aus. Die Sportstätte hat 4.120 Plätze (3.200 Sitz- und 920 Stehplätze), die sich auf die Haupttribüne längs des Platzes wie auf einer Hintertortribüne verteilen. Im Stadion ist ein Kunstrasen mit Rasenheizung verlegt. Benannt ist die Fußballarena nach der Baufirma, die es errichtete und auch einen großen Teil der Anlage besitzt. Die Kosten beliefen sich auf etwa 100 Mio. NOK (ca. 12,3 Mio. €)
In der Haupttribüne befinden sich u. a. V.I.P.-Logen, eine Pressetribüne, ein Café, Umkleidekabinen für Spieler, Trainer und Schiedsrichter, ein Pressekonferenzraum. Die Nordtribüne beinhaltet Toiletten und Eintrittskartenschalter. Das Stadion ist nach den Sicherheitsstandards der FIFA und des norwegischen Fußballverbandes gebaut. Es könnten internationale Spiele wie die UEFA Europa League stattfinden.